# Berg en Dal (village)
Pour les articles homonymes, voir Berg.
Berg en Dal est un village de la commune néerlandaise de Berg en Dal, dans la province de Gueldre. Le 31 décembre 2004, le village comptait 1 949 habitants. le village se trouvait à cheval sur les territoires des anciennes communes (pour la plus grande part) de Groesbeek et (pour une petite part) d'Ubbergen. Le premier janvier 2015, les communes de Groesbeek, Ubbergen et Millingen aan de Rijn ont fusionné en formant une nouvelle commune, qui est nommée en 2015 provisoirement Groesbeek, pour être renommé Berg en Dal ensuite, fin 2015.

## Histoire
Des fouilles ont révélé l'existence d'un aqueduc romain qui a servi d'apporter l'eau au castrum du Hunerberg.
Il existait un four romain pour la fabrication de briques et de tuiles.
Berg en Dal devient populaire auprès des touristes dans la seconde moitié du XIXe siècle. C'est la période que de nombreuses villas sont construits au village de Berg en Dal et dans ses environs. En 1869, l'hôtel Groot Berg en Dal, construit par l'architecte Cornelis Outshoorn, était fameux. L'hôtel a été démoli en 1971.
Berg Dal obtient en 1927 une église auxiliaire, qui en 1947 devient église paroissiale. En 1966 un nouveau bâtiment d'église a été conçu par l'architecte J. Bow.
Jusqu'au 31 décembre 2014 le village de Berg en Dal était réparti entre les municipalités de Groesbeek et Ubbergen. Le 1er janvier 2015, les communes de Groesbeek, Ubbergen et Millingen aan de Rijn sont fusionnées pour former une nouvelle commune, qui s'appelle en 2015 provisoirement Groesbeek et qui depuis le 1er janvier 2016 s'appelle Berg en Dal, nom choisi par la population par référendum. Le chef-lieu n'en est pas le village de Berg en Dal, mais Groesbeek.

## Personnalités
- Diana Dobbelman (1939-), actrice, est née à Berg en Dal.

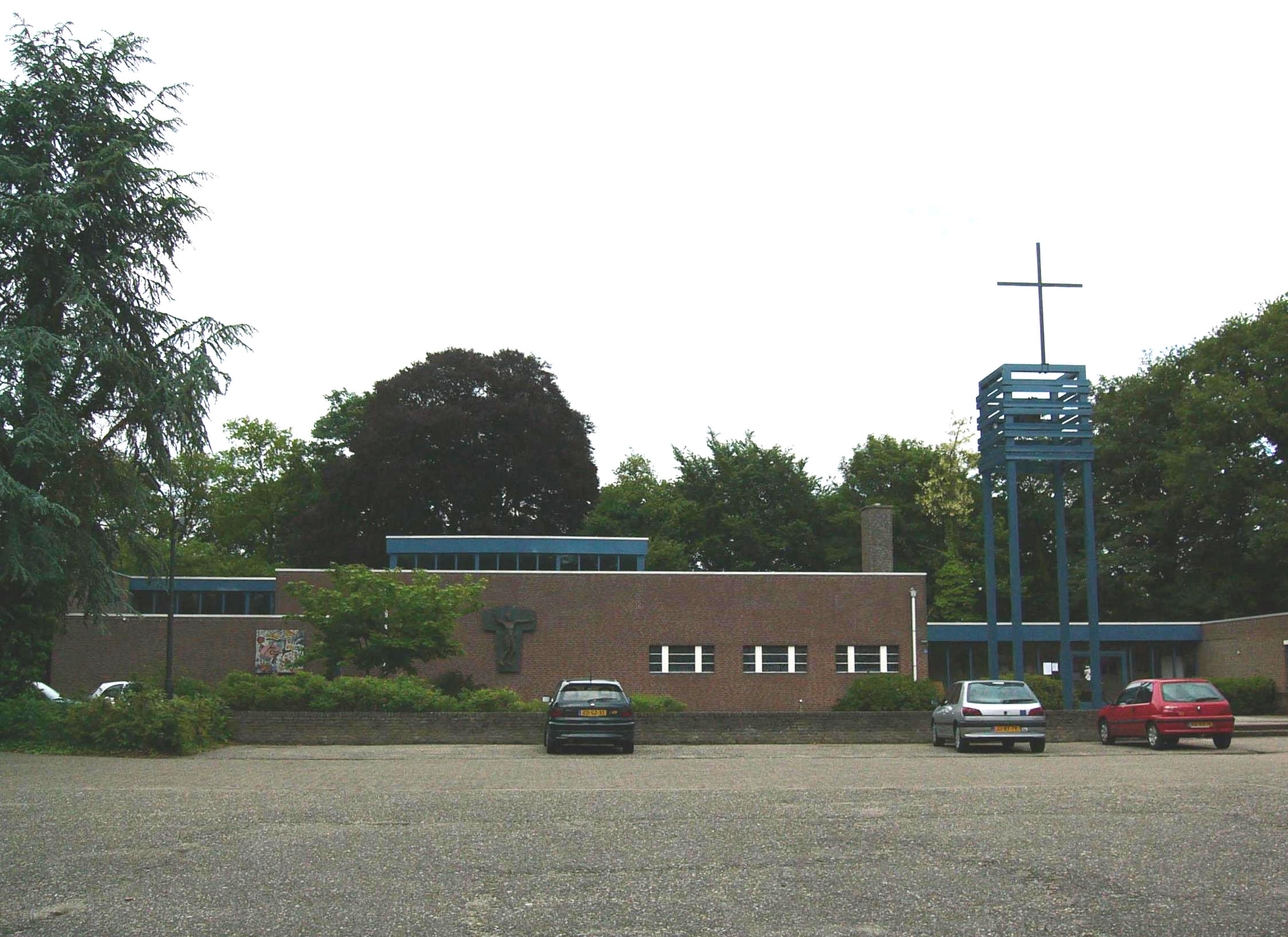
Église paroissiale.
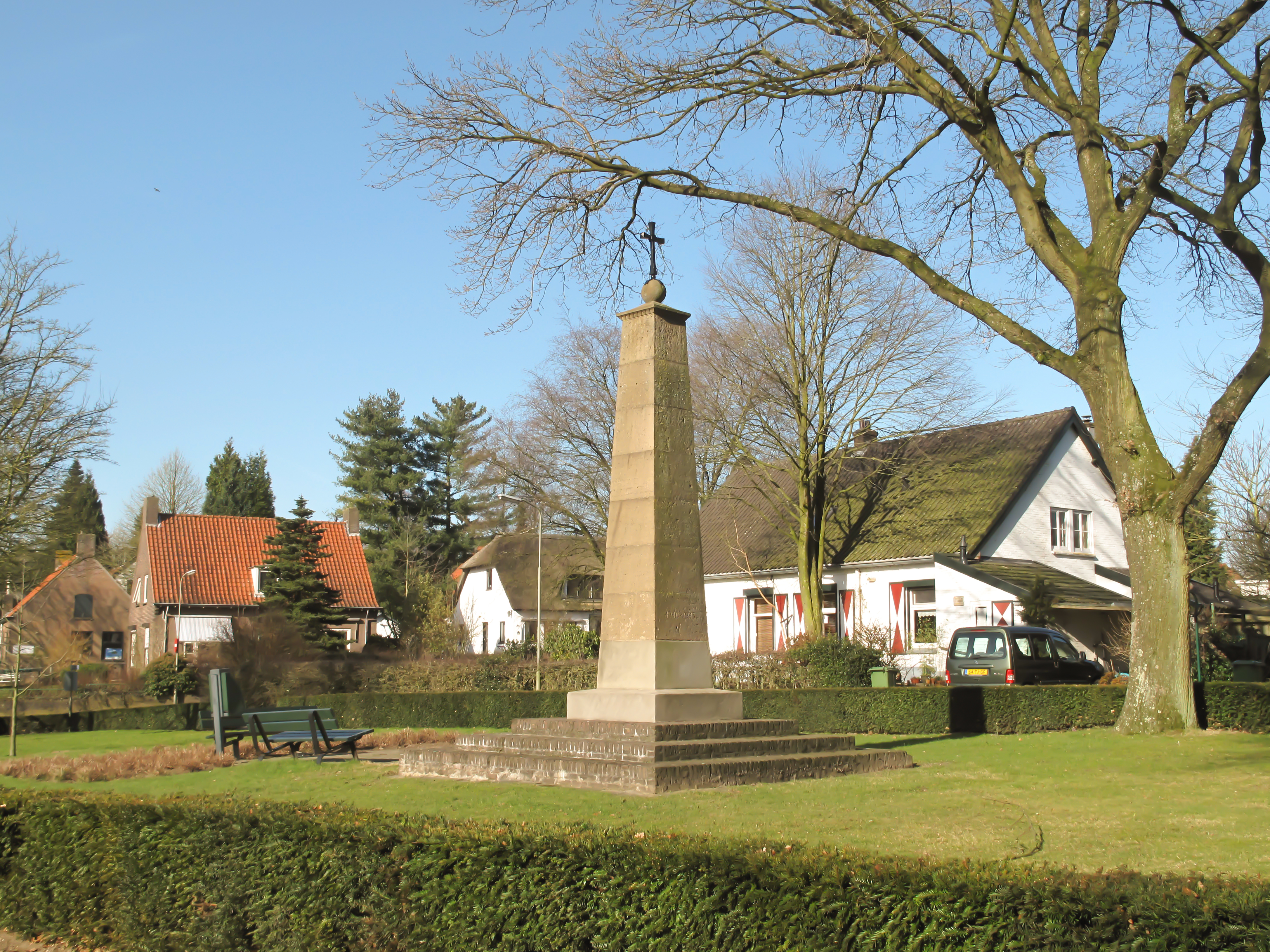
Berg en Dal, monument aux morts.
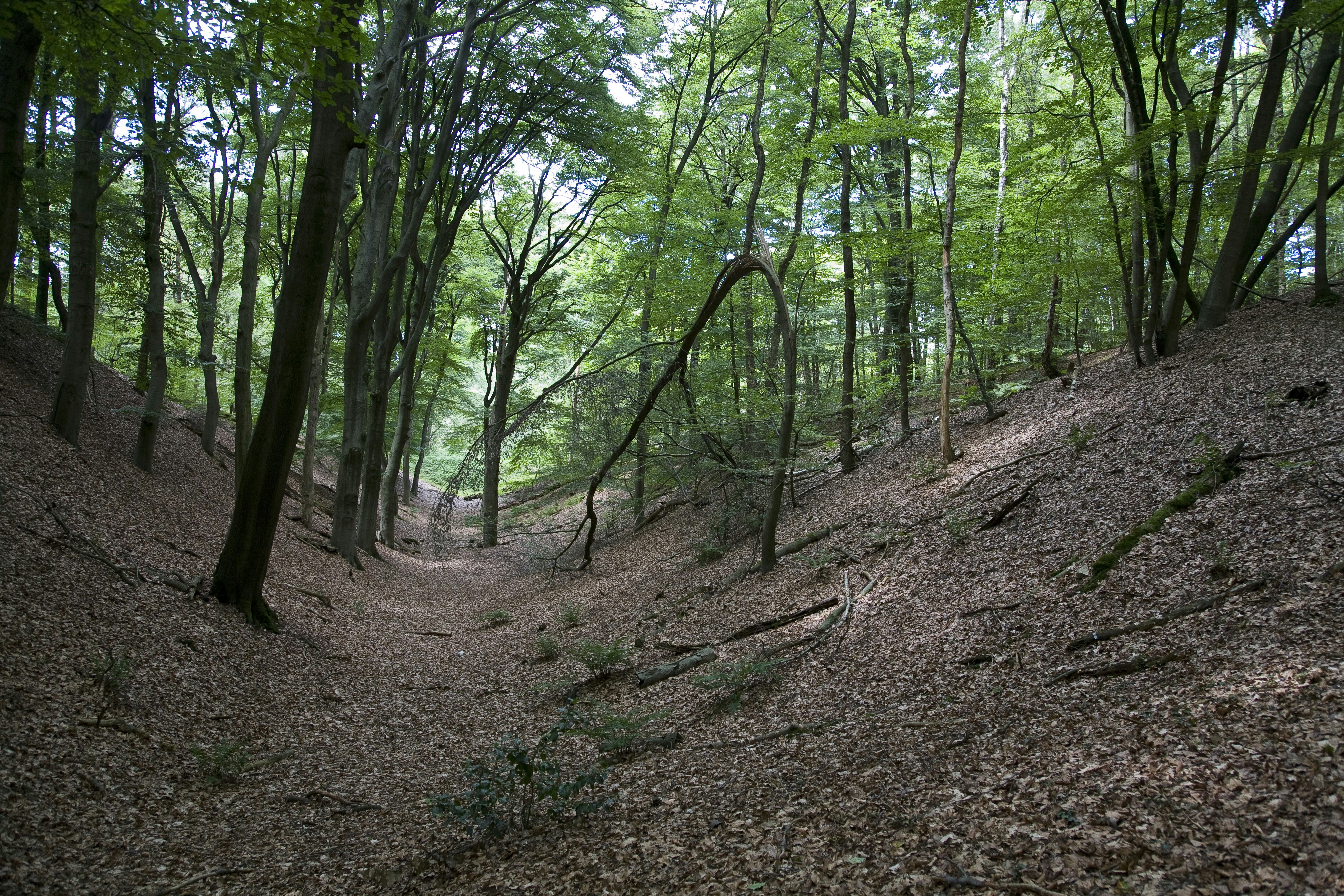
Louisedal, aqueduc romain.
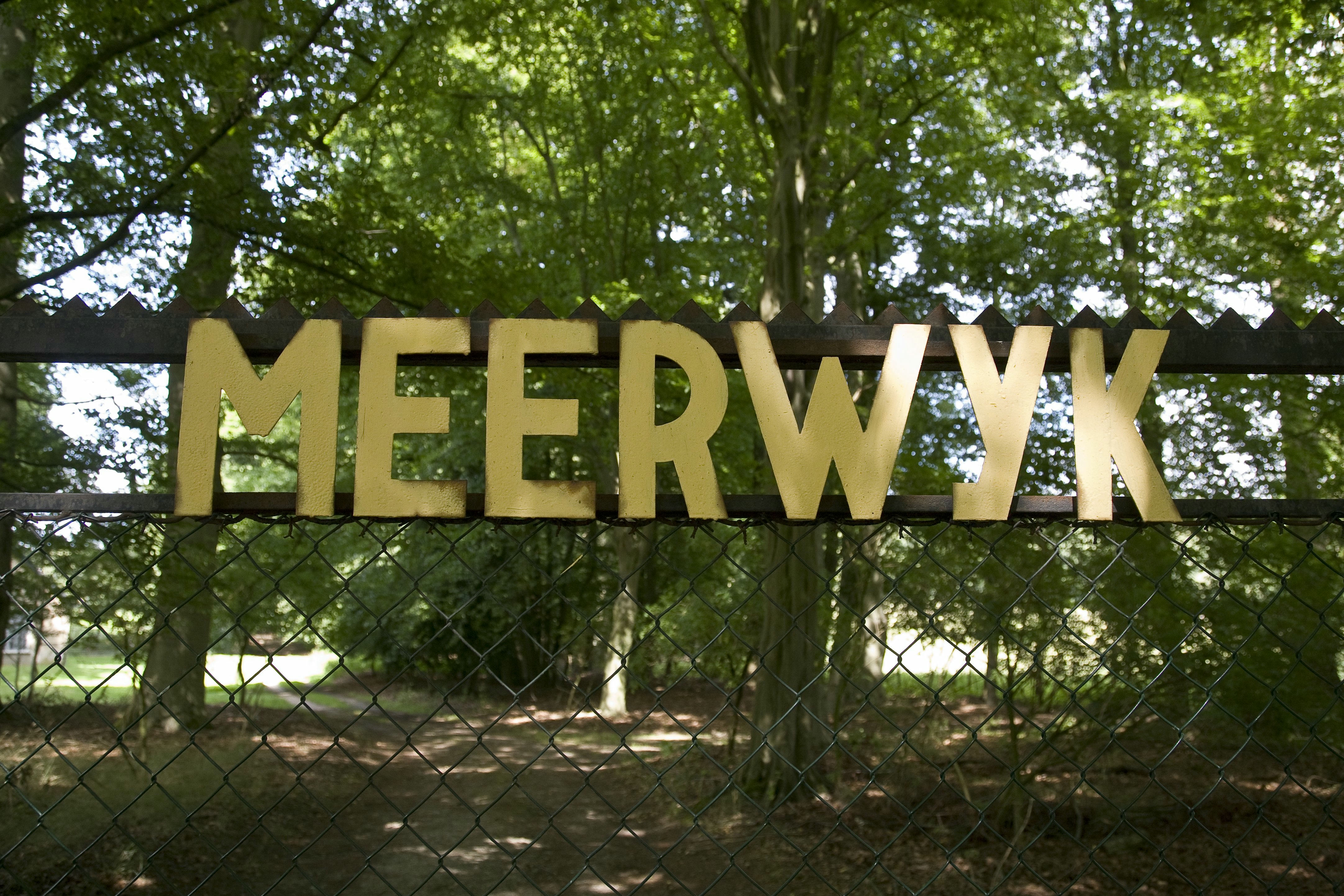
Meerwijk, étang d'origine romaine.
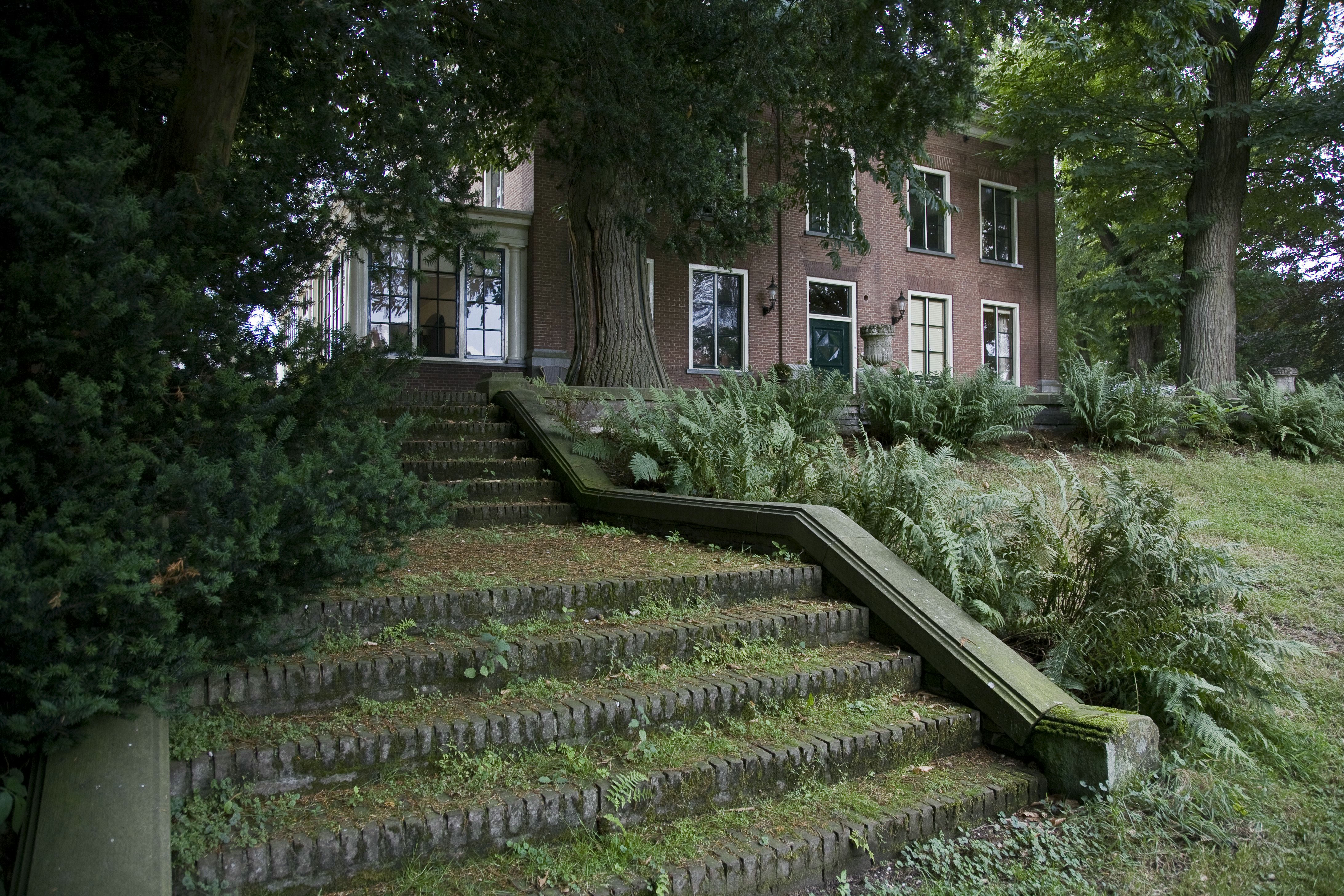
Villa Dalhof, architecte Charles Estourgie.
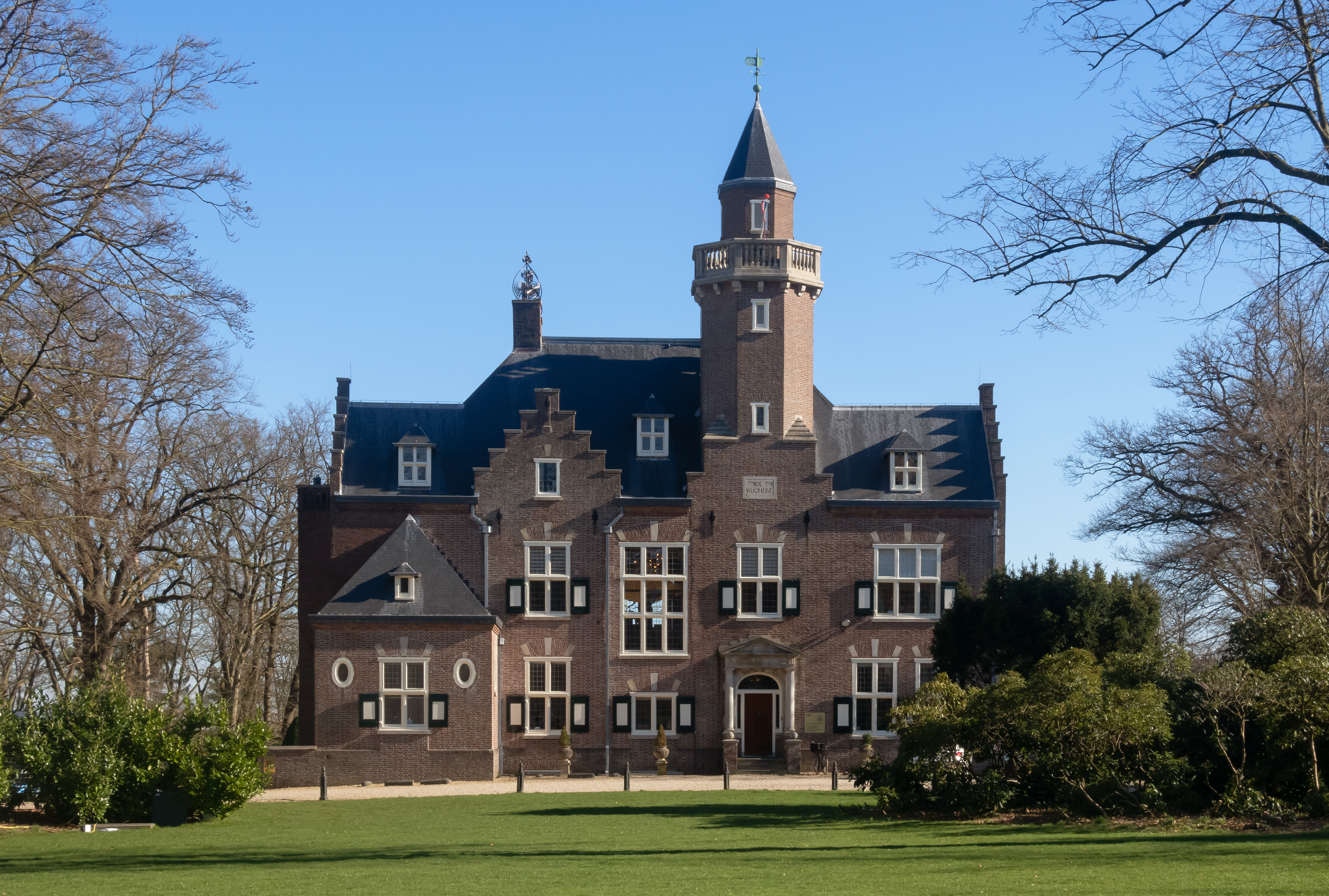
Villa De Wychert.
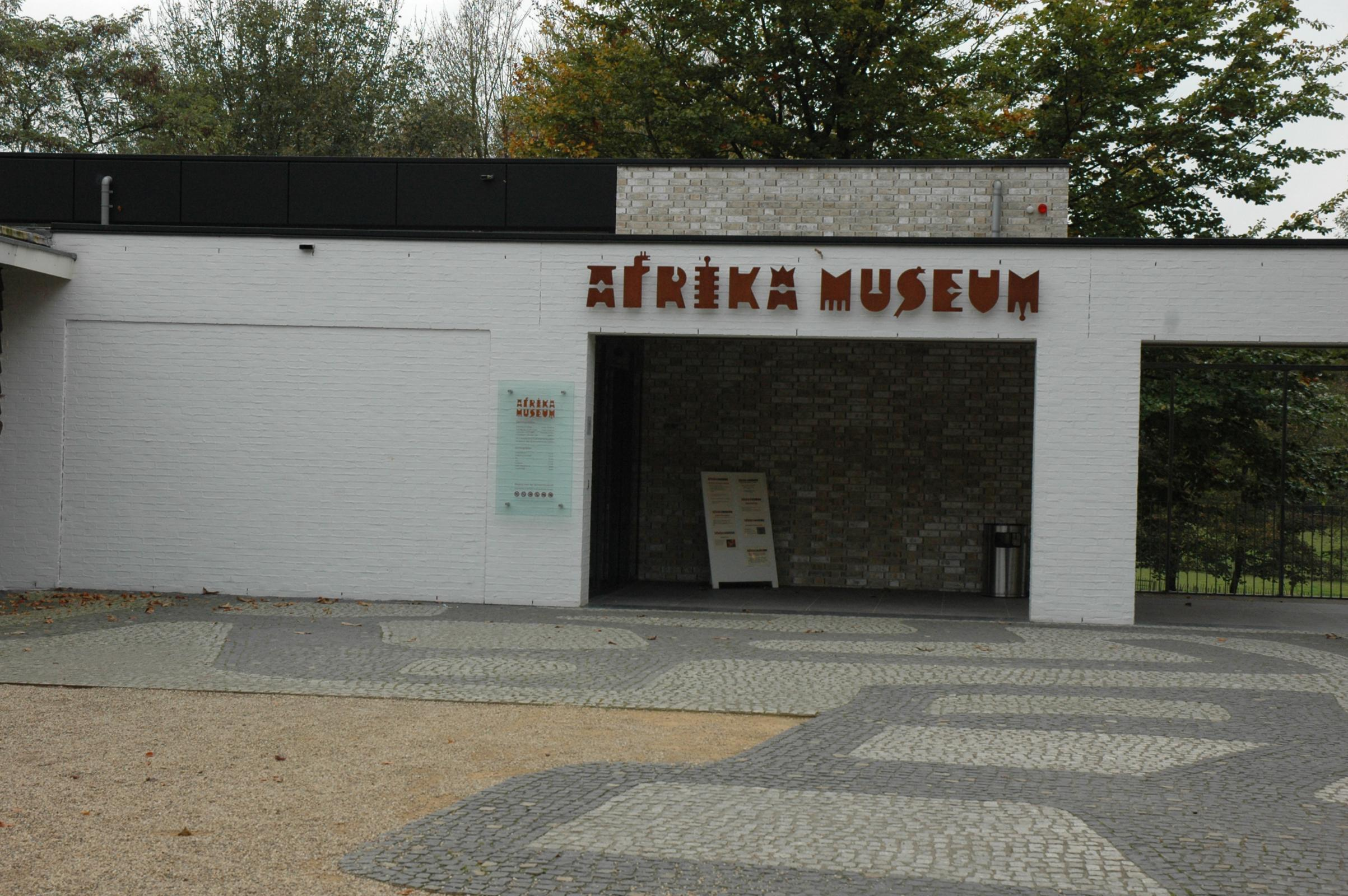
Africa Museum, l'entrée principale